# وسام الاستحقاق في البحث والتعليم الجامعي
تُعد وسام الاستحقاق في البحث والتعليم الجامعي من التكريمات المدنية الإسبانية، وقد أُنشئت بموجب المرسوم الملكي رقم 1025/1980، الصادر في 19 مايو، وتهدف إلى تكريم الأشخاص أو المؤسسات التي تميّزت في تطوير وتعزيز التعليم الجامعي والبحث العلمي والتقني.
تتكون وسام الاستحقاق في البحث والتعليم الجامعي من ثلاث درجات:
- الميدالية الذهبية
- الميدالية الفضية
- الميدالية البرونزية

تُمنح الميداليات الذهبية بمرسوم ملكي، بناءً على اقتراح من وزير الجامعات والبحث العلمي أو المسؤول عن هذه المجالات، ويتم التصديق عليها من قبل الملك. أما الميداليات الفضية أو البرونزية، فتُمنح بقرار وزاري.
يوجد مجلس استشاري خاص بهذا الوسام، وتتمثل مهمته في تقديم المشورة للوزير بشأن جدارة الأفراد أو الهيئات المرشحة لنيله.
يتكوّن هذا المجلس من:
- رئيس: هو وكيل وزارة الجامعات والبحث العلمي أو الجهة المختصة.
- عشرة أعضاء:
  - أحدهم هو رئيس المجلس الأعلى للبحوث العلمية.
  - أربعة رؤساء جامعات يُعيّنون من قِبل الوزارة.
  - أربعة شخصيات بارزة من مجال الجامعة أو البحث العلمي تُعيّنهم الوزارة.
  - ثلاثة ممثلين عن الحاصلين على الوسام، واحد عن كل فئة (ذهب، فضة، وبرونز).

تحمل هذه الوسام نفس الشارة في جميع فئاته. ويأخذ وجه الوسام شكل درع زخرفي مزين بأغصان الغار، يتوَّج بـالتاج الملكي الإسباني. في وسط الدرع، يظهر شعار إسبانيا بشكل بيضاوي، محاط بإطار خارجي أزرق مزخرف بخطوط معدنية دقيقة، نُقشت عليه العبارة: "للاستحقاق في البحث والتعليم الجامعي".
يُصنَع الدرع من المعدن الخاص بكل فئة من فئات الوسام (ذهب، فضة، برونز)، بينما يكون الشعار، وبطانة التاج، والإطار الخارجي مُزجَّجة بالمينا.
أما على الجانب الخلفي، فيظهر صورة للملك ألفونسو الثامن ملك قشتالة، محاطة بإطار مطابق لما في الوجه الأمامي، ومكتوب عليه: "ADEPHONSVS VIII. REX. STVDIVM."
تُستكمل الكتابة على ظهر الوسام بعبارة: "Palemtinvm. A.D. MCCVIII. instititvit" أي: "بالماثينوم، سنة 1208 ميلادية، أسّسها"، في إشارة إلى أن هذا الملك، ألفونسو الثامن، هو من أسّس أول جامعة في إسبانيا، وهي "الاستوديوم الجنراليه في بالينثيا" (Estudio General de Palencia)، وذلك عام 1208.
```
يُعلَّق وسام الميدالية حول العنق، مثبّتًا بواسطة مشبك يتدلّى من سلك مزدوج مجدول باللونين الأخضر والأبيض، وقد حلّ هذا السلك محل شريط سابق بنفس الألوان.
```

تتضمن فئتا الذهب والفضة أيضًا شارة إضافية تُصنع من المعدن الموافق للفئة، وتتكوّن من أشعة معدنية تُوضع على الجانب الأيسر من الصدر.
ويُثبَّت على هذه الشارة وجه الوسام نفسه.
كما تُسلَّم نسخ مصغرة من شارات جميع الفئات، بحيث يمكن ارتداؤها على طية السترة أو على الأقمشة.
يُمكن سحب الوسام من أي شخص مُنح إحدى فئاته إذا ثبت عليه بحكم قضائي ارتكابه جريمة عمدية، أو إذا قام علنًا وبشكل واضح بأفعال تتنافى مع الأسباب التي استُند إليها في منحه الوسام.
ويتم ذلك من خلال إجراءات إدارية تبدأ من تلقاء نفسها أو بناءً على بلاغ معلَّل، وبمشاركة النيابة العامة التابعة للأمر الملكي.
وتعود سلطة اتخاذ قرار السحب إلى الجهة التي منحت الوسام في الأصل.